# Kersey (Suffolk)
Kersey es una pueblo y un parroquia civil del distrito de Babergh, en el condado de Suffolk (Inglaterra). Se encuentra a 17 km de Ipswich. La parroquia incluye Kersey Tye, Kersey Upland, Wicker Street Green y William's Green. Según el censo de 2011, Kersey tenía 359 habitantes. Está listado en el Domesday Book como Cereseia.